# Parasto Backman
Parasto Backman, född 17 september 1977 i Linköping, är grafisk formgivare samt lektor i grafisk design på Konstfack.
Backman växte upp i Linköping och i Akalla i norra Stockholm. Hon är utbildad på Beckmans Designhögskola. Hennes arbeten har belönats med ett flertal priser, bland annat Design S och Kolla!. 2017 tilldelades hon Berlingpriset.
Backman har också formgivit Guldbaggen för Årets nykomling. 2018 blev hon invald i styrelsen för Konstnärsnämnden och Stockholms Kvinnohistoriska. 2023 valdes hon in i prestigefyllda Type Directors Club samt mottog Stockholms stads kulturstipendium.